# Masira
Masira o Masirah (àrab: مصيرة, Maṣīra) és una illa a la costa sud-oriental d'Oman, que mesura 65 km de llarg i entre 14 i 16 km d'ample, amb una superfície de 649 km², i una població estimada de 12.000 habitants repartits en dotze pobles, la major part al nord. Al cens de 2003 constava amb 9.292 habitants, dels quals 2.311 eren estrangers. La població el 1845 fou avaluada per la marina de la Companyia Britànica de les Índies Orientals en unes mil persones de la tribu dels djanabes, amb una minoria de la tribu Hinkman. El 1957 els britànics estimaven la població en dues mil persones.
Administrativament forma una de les onze províncies o wilayes de la regió d'Ash-Sharqiyah. La població principal és Dawwāh a la part nord; a la part sud destaca Kalban. Hi ha una base de la Força Aèria Omanita i una factoria piscícola. Hi havia també un transmissor de la BBC en AF i FM.

## Geografia
L'interior de l'illa és desert i el punt més alt és el Djabal Madrub (o Madhrub a 20° 34′ N, 58° 53′ E / 20.567°N,58.883°E), de 256 metres. L'accés a l'illa es fa per ferry i també per avions militars. La població viu de la pesca, i manufactura tèxtil tradicional; antigament es construïen vaixells tradicionals, però avui dia és una feina residual. Està separada de la costa omanita per un canal que porta el seu nom, de 12 a 20 km d'ample, perillós perquè té molts esculls. L'illa té poca vegetació.
La temperatura màxima és de 35,5 graus i la mínima de 19. Hi ha mines de plomb i coure i s'han trobat llocs on antigament es van explotar, però avui dia no funcionen.

## Història
L'autor anònim del Periple de la mar Eritrea al segle i, l'esmenta com a Sarapis i els habitants com menjadors de peix. Ibn Battuta va ancorar davant l'illa però no hi va desembarcar. Els portuguesos hi van estar hi van deixar algunes edificacions, les restes de les quals encara es conserven.
Al segle xix les tribus de la costa i de l'illa no reconeixien cap autoritat permanent i algunes vegades reconeixien al xeic de Sur (Oman). Un vaixell britànic, el Baron Inverdale, va naufragar a Jubayla a les Kuria Muria el 2 d'agost de 1904; dels dos bots que els tripulants van posar a l'aigua, un també va naufragar i l'altra amb 17 persones va poder arribar a la costa nord de Masira, i foren atacats pels habitants que els van prendre tot el que tenien i els van assassinar; el sultà de Masqat, Faysal ibn Turki, va fer una investigació i el setembre va anar a l'illa i va arrestar a una sèrie d'homes; foren jutjats i els declarats culpables portats a l'illa i afusellats al lloc del crim. Hi ha actualment un monument dedicats als executats i una estela dedicada als nàufrags. Després d'això l'autoritat del sultà a l'illa no fou discutida.
A la II Guerra Mundial els britànics i americans van utilitzar un aeròdrom construït a la part nord de l'illa pel transport d'homes i materials. El juliol de 1958 es va signar un acord amb el sultà per permetre la utilització de l'aeròdrom per la Royal Air Force. El 1962 es va construir una pista de ciment de 2750 metres al costat de les dues bandes de terra on abans s'aterrava, es van fer nous dipòsits de combustible i es va millorar el sistema de comunicacions. La RAF va conservar la base fins al 1977 quan la va traspassar al govern d'Oman. El mateix any l'illa fou afectada per un fort cicló que va destruir les construccions de l'illa i va causar un bon nombre de morts. Un altre cicló encara més fort, el Gonu, la va afectar el 5 i 6 de juny de 2007, i milers d'habitants van haver de ser evacuats temporalment.